# Lektor
Léktor (latinsko lector - bralec, čitatelj) je beseda, ki je proti koncu srednjega veka v srednji Evropi označevala akademsko izobraženega učitelja, šele v preteklem stoletju pa se je pomensko specializirala v učitelja tujega jezika.
Beseda lektor je tujka, prevzeta prek nemščine (Lektor) iz latinščine lector - bralec, in ima zdaj več pomenov:
- lektor - predavatelj na visokih šolah za praktični pouk zlasti tujih jezikov
- lektor - sodelavec založbe, radia, televizije, gledališča, ki pregleduje, jezikovno obdeluje, ocenjuje in jezikovno popravlja prispele rokopise
- lektor nekdaj - kdor glasno bere drugim
- lektor v cerkvi - bralec pri cerkvenem obredu